# Гивати, Сарай
Сарай Гивати (ивр. שרי גבעתי‎; род. 24 июня 1982, Тверия) — израильская фотомодель, поп-певица и актриса.

## Биография
Сарай Гивати родилась 24 июня 1982 года в Тверии, Израиль.
Снималась для журналов «360», «Pnai Plus», «Maxim». В 2007 году Сарай снялась в клипе Энрике Иглесиаса «Somebody’s Me».
Дебютировала на израильском телевидении в 2004 году. Для продолжения карьеры переехала сначала в Нью-Йорк, а затем в Лос-Анджелес. Получила известность благодаря ролям в фильмах «Геракл: Начало легенды» и «Неудержимые 3».

## Личная жизнь
В 2014 году вышла замуж за бизнесмена. В 2015 году у них родился сын.

## Фильмография
| Год  |   | Русское название           | Оригинальное название          | Роль                          |
| ---- | - | -------------------------- | ------------------------------ | ----------------------------- |
| 2004 | с |                            | Kol Layla                      | голливудский репортер Стефани |
| 2005 | с | Выход                      | Exit                           | камео                         |
| 2006 | с | C.S.I.: Место преступления | CSI: Crime Scene Investigation | Наталь Пелед                  |
| 2007 | с |                            | Erev Tov Im Guy Pines          | камео                         |
| 2007 | ф | Пассаж                     | The Passage                    | Захра                         |
| 2008 | с | Мой личный враг            | My Own Worst Enemy             | русский агент                 |
| 2009 | с |                            | Neshot Htayasim                | девушка                       |
| 2010 | с | Морская полиция: Спецотдел | NSIS                           | офицер Моссада Лиат Тувиа     |
| 2011 | ф | Чёрный бархат              | Black Velvet                   | охотница                      |
| 2011 | с |                            | Am Sgula                       | разные роли                   |
| 2014 | ф | Геракл: Начало легенды     | The Legend of Hercules         | Сафирра                       |
| 2014 | ф | Неудержимые 3              | The Expendables 3              | Камилла                       |
| 2014 | ф | Разговоры с богами         | Words with Gods                | девушка                       |
| 2014 | с | Евреи идут                 | HaYehudim Baim                 | Стэв Берштейн                 |
| 2015 | ф | Горничная для тебя         | Body of Deceit                 | Сара                          |
| 2016 | с | Необратимость              | Irreversible                   | Хила                          |
| 2017 | с |                            | Shilton Hatzlalim              | Нога                          |